# Zoltai Nándor
Zoltai Nándor, születési nevén Ziegler Nándor (Kispest, 1911. szeptember 25. – Budapest, 1972. február 5.) orvos, címzetes egyetemi docens, az orvostudományok kandidátusa (1958).

## Élete
Ziegler Nándor (1885–1950) és Nyers Erzsébet (1893–?) fiaként született. Középiskolai tanulmányait 1921 és 1929 között a Budapesti Református Gimnáziumban végezte. A budapesti Pázmány Péter Tudományegyetem Orvostudományi Karán szerezte meg oklevelét (1935). 1935-től az I. számú Gyermekklinikán externista, 1936-tól haláláig az Országos Közegészségügyi Intézetben adjunktus, osztályvezető, majd 1971-ig, nyugdíjazásáig az Országos Közegészségügyi Intézet (OKI) parazitológiai és immunológiai főosztályának vezető főorvosa. Közben laboratóriumi és közegészségtani járványtani szakorvosi képesítést nyert (1942).
A Magyar Parazitológusok Társaságának alapító és elnökségi tagja, a Magyar Biológiai Társaság Protozoológiai Szekciójának elnöke.
Főképp parazitológiai kutatásokat és diagnosztikai munkát végzett. Kezdetben entomológiai témákkal foglalkozott, például tetvesség, rühesség, valamint a szúnyogok és legyek elleni védekezés területén. Jelentős szerepet játszott a kiütéses tífusz (1954) és a malária (1965) megszüntetésében. Később az amoebiasis és a toxoplasmosis problémáit vizsgálta. Több tudományos cikket és könyvet publikált a témában.
Az Új köztemetőben helyezték végső nyugalomra.

## Főbb művei
- A malária elleni védekezés új útjai Magyarországon. (Orvosok Lapja, 1947, 49.)
- A DDT jelentősége a kiütéses tifusz elleni küzdelemben. (Orvosok Lapja, 1948, 18.)
- A szennyvíztisztítás parazitológiai vonatkozásai. (Hidrológiai Közlöny, 1954)
- Klinikai laboratóriumi diagnosztika (Bálint Péterrel, Budapest, 1952)
- Mikrobiológiai laboratórium működése (Budapest, 1954)
- Dysenteria (társszerző, szerk. Rauss Károly, Budapest, 1955)
- A magyarországi Entamoeba histolytica törzsek pathológiai szerepéről. Jankó Máriával. (Orvosi Hetilap, 1960, 39.)
- A paraziták helye és szerepe a humán medicinában. (Honvédorvos, 1961, 2.)
- A terhességi toxoplasmosis. Többekkel. (Orvosi Hetilap, 1964, 27.)
- Általános és részletes járványtan (társszerző, szerk. Bakács Tibor, Budapest, 1966)
- Az enterobiasis dithiazaninjodid therápiájáról. Lengyel Annával. (Orvosi Hetilap, 1966, 2.)
- A giardiasis kezelése Klionnal. (Gyermekgyógyászat, 1967, 1.)
- A humán ascaridosis hazai vonatkozásai. Makara Györggyel. (Magyar Állatorvosok Lapja, 1967, 7.)

## Díjai, elismerései
- Érdemes orvos (1953)
- Kiváló orvos (1969)[3]